# Kamienna Góra

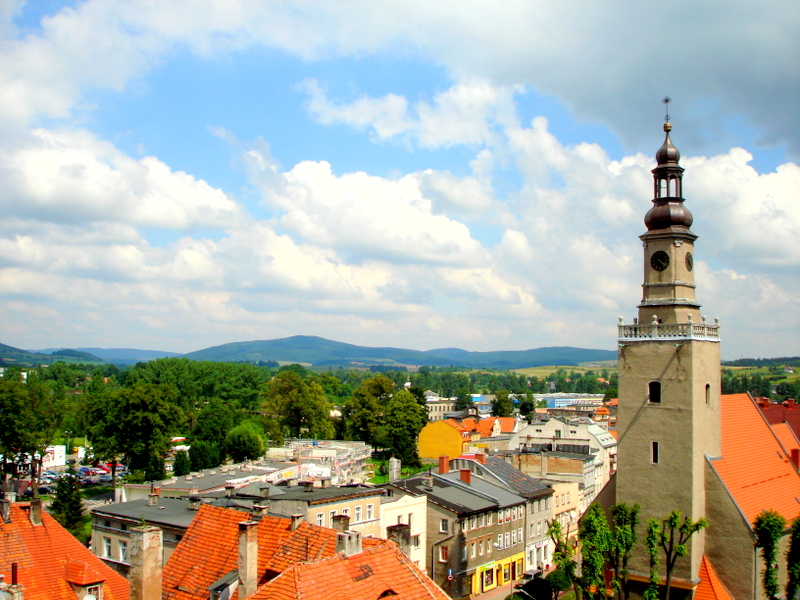
Panorama orașului

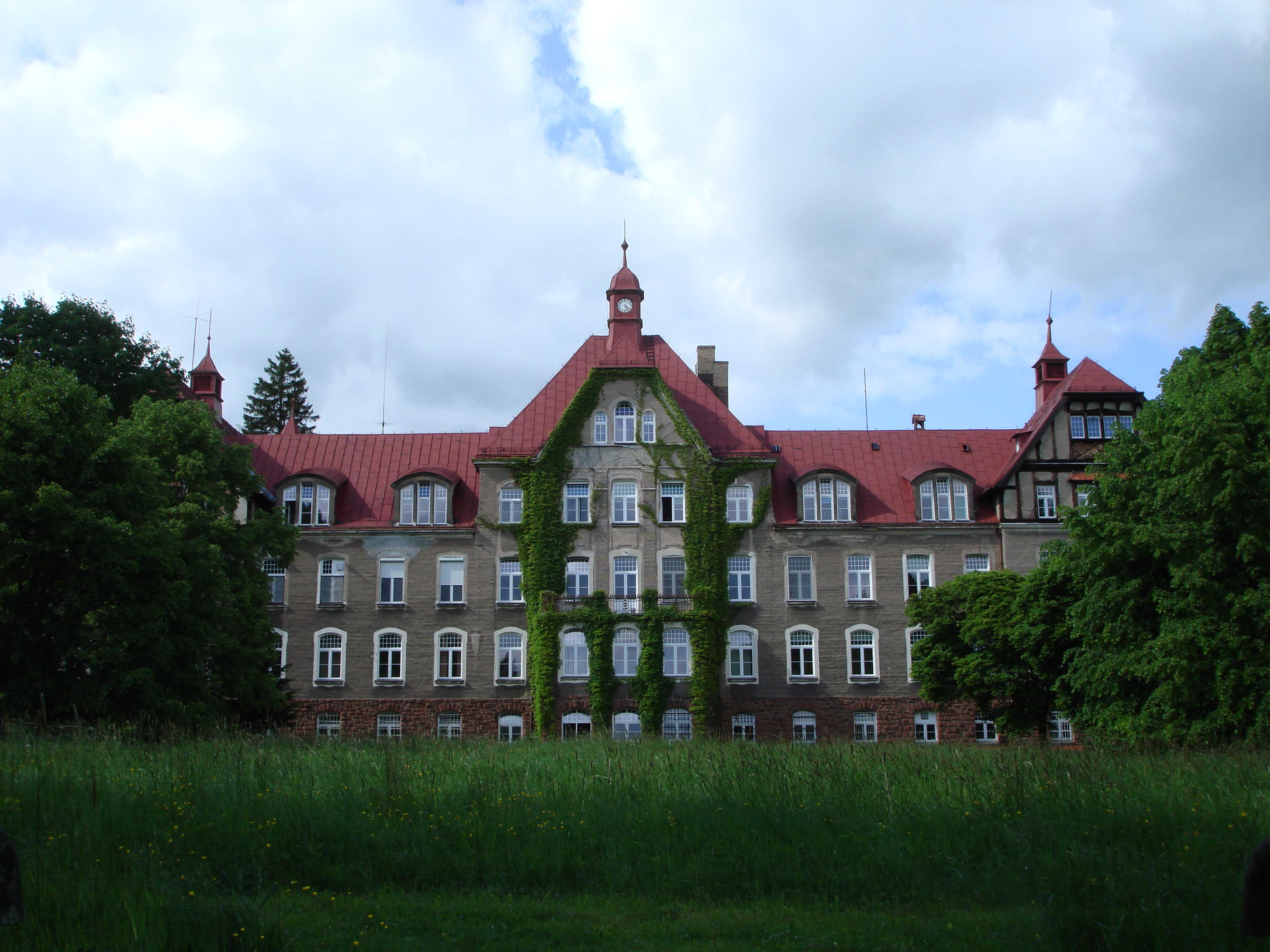
Spital

Kamienna Góra este un oraș în Polonia.